# Oekraïne op het Europees kampioenschap voetbal 2016
Oekraïne was een van de deelnemende landen aan het Europees kampioenschap voetbal 2016 in Frankrijk. Het was de tweede keer dat Oekraïne deelnam aan een EK voetbal, na medegastland te zijn geweest op het EK voetbal 2012. Oekraïne werd in de groepsfase uitgeschakeld.

## Kwalificatie
Oekraïne begon op 8 september 2014 met een thuiswedstrijd aan de kwalificatiecampagne. Ze verloren verrassend van Slowakije met 0-1 door een goal van Róbert Mak. Een maand later werd op bezoek bij Wit-Rusland gewonnen met 0-2, na een owngoal van Aljaksandr Martynovitsj en een doelpunt in toegevoegde tijd van Serhiy Sydortsjoek. Enkele dagen later legde Sydortsjoek met een goal in de toegevoegde tijd van de eerste helft de 1-0 eindstand tegen Macedonië vast. In november 2014 won Oekraïne op verplaatsing bij Luxemburg met 0-3 na een hattrick van Andriy Yarmolenko.
De volgende wedstrijd vond pas plaats op 27 maart 2015. Oekraïne verloor met 1-0 op het veld van Spanje. Álvaro Morata scoorde het enige doelpunt. In juni 2015 ontving Oekraïne de Luxemburgers. Artem Kravets, Denys Harmasj en Jevhen Konopljanka zorgden voor de 3-0 overwinning. In september 2015 scoorden Kravets, Yarmolenko en Konopljanka elk een goal in de 3-1 overwinning tegen Wit-Rusland. Sergej Kornilenko zorgde voor de Wit-Russische eerredder. Enkele dagen later geraakte Oekraïne niet verder dan een 0-0 gelijkspel op bezoek bij Slowakije. Een maand later werd met 0-2 gewonnen van Macedonië na goals van Jevhen Seleznjov en opnieuw Kravets. De laatste reguliere speeldag werd er thuis verloren van Spanje met 0-1 na een goal van Mario Gaspar.
Oekraïne eindigde als derde in Groep C en was dus veroordeeld tot barrages, waarin Slovenië werd geloot. Op 14 november 2014 werd thuis vrij eenvoudig gewonnen met 2-0 na goals van Yarmolenko en Seleznjov. Enkele dagen later deed Boštjan Cesar met een vroege 1-0 de Slovenen weer hopen op het EK. Na een tumultueus slot van de wedstrijd, waarbij de Sloveen Mišo Brečko rood kreeg in de 93ste minuut, wist Yarmolenko in de 97ste minuut nog de gelijkmaker te scoren. Vlak daarna werd afgefloten met een 1-1 eindstand tot gevolg. Hierdoor wist Oekraïne zich voor het eerst rechtstreeks te plaatsen voor een EK na in 2012 medegastland te zijn geweest. 

### Kwalificatieduels
| 8 september 2014 | Oekraïne    | 0 – 1 | Slowakije   |
| 9 oktober 2014   | Wit-Rusland | 0 – 2 | Oekraïne    |
| 12 oktober 2014  | Oekraïne    | 1 – 0 | Macedonië   |
| 15 november 2014 | Luxemburg   | 0 – 3 | Oekraïne    |
| 27 maart 2015    | Spanje      | 1 – 0 | Oekraïne    |
| 14 juni 2015     | Oekraïne    | 3 – 0 | Luxemburg   |
| 5 september 2015 | Oekraïne    | 3 – 1 | Wit-Rusland |
| 8 september 2015 | Slowakije   | 0 – 0 | Oekraïne    |
| 9 oktober 2015   | Macedonië   | 0 – 2 | Oekraïne    |
| 12 oktober 2015  | Oekraïne    | 0 – 1 | Spanje      |

### Stand groep C
| Pos | Land        | Wed | Win | Gel | Ver | DV | DT | +/- | Pnt |
| --- | ----------- | --- | --- | --- | --- | -- | -- | --- | --- |
| 1   | Spanje      | 10  | 9   | 0   | 1   | 23 | 3  | +20 | 27  |
| 2   | Slowakije   | 10  | 7   | 1   | 2   | 17 | 8  | +9  | 22  |
| 3   | Oekraïne    | 10  | 6   | 1   | 3   | 14 | 4  | +10 | 19  |
| 4   | Wit-Rusland | 10  | 3   | 2   | 5   | 8  | 14 | –6  | 11  |
| 5   | Luxemburg   | 10  | 1   | 1   | 8   | 6  | 27 | –21 | 4   |
| 6   | Macedonië   | 10  | 1   | 1   | 8   | 6  | 18 | –12 | 4   |

### Play-off
| 14 november 2015 | Oekraïne | 2 – 0 | Slovenië |
| 17 november 2015 | Slovenië | 1 – 1 | Oekraïne |

## EK-voorbereiding

### Wedstrijden
|                                                |                |       |        |                                                                     |
| 24 maart 2016 «onderlinge duels» 20:00 (UTC+1) | Oekraïne       | 1 – 0 | Cyprus | Chornomoretsstadion, Odessa Scheidsrechter: Orel Grinfeeld (Israël) |
| 24 maart 2016 «onderlinge duels» 20:00 (UTC+1) | Stepanenko 40' |       |        | Chornomoretsstadion, Odessa Scheidsrechter: Orel Grinfeeld (Israël) |

|                                                |                |       |       |                                                                                         |
| 28 maart 2016 «onderlinge duels» 20:00 (UTC+2) | Oekraïne       | 1 – 0 | Wales | NSK Olimpiejsky, Kiev Toeschouwers: 20.000 Scheidsrechter: Serdar Gözübüyük (Nederland) |
| 28 maart 2016 «onderlinge duels» 20:00 (UTC+2) | Yarmolenko 27' |       |       | NSK Olimpiejsky, Kiev Toeschouwers: 20.000 Scheidsrechter: Serdar Gözübüyük (Nederland) |

|                                              |                                  |       |                                                            |                                                                        |
| 29 mei 2016 «onderlinge duels» 19:30 (UTC+2) | Roemenië                         | 3 – 4 | Oekraïne                                                   | Stadio Olimpico, Turijn (Italië) Scheidsrechter: Davide Massa (Italië) |
| 29 mei 2016 «onderlinge duels» 19:30 (UTC+2) | Torje 23' Alibec 74' Stanciu 84' |       | 43' Zozoelja 48' Zintsjenko 54' Konopljanka 59' Yarmolenko | Stadio Olimpico, Turijn (Italië) Scheidsrechter: Davide Massa (Italië) |

|                                              |            |       |                                              |                                                                                           |
| 3 juni 2016 «onderlinge duels» 20:30 (UTC+2) | Albanië    | 1 – 3 | Oekraïne                                     | Stadio Atleti Azzurri d'Italia, Bergamo (Italië) Scheidsrechter: Paolo Mazzoleni (Italië) |
| 3 juni 2016 «onderlinge duels» 20:30 (UTC+2) | Sadiku 12' |       | 8' Stepanenko 49' Yarmolenko 87' Konopljanka | Stadio Atleti Azzurri d'Italia, Bergamo (Italië) Scheidsrechter: Paolo Mazzoleni (Italië) |

## Het Europees kampioenschap
De loting vond op 12 december 2015 plaats in Parijs. Oekraïne werd ondergebracht in groep C, samen met Duitsland, Polen en Noord-Ierland.
Oekraïne kwam in het eerste groepsduel in de 19e minuut op achterstand tegen Duitsland, toen Shkodran Mustafi een vrije trap van Toni Kroos binnenkopte. Die stand bleef op het bord staan tot de twee minuten eerder ingevallen Bastian Schweinsteiger in de blessuretijd 0-2 maakte uit een counter. Dat was tevens de eindstand. Oekraïne verloor daarna ook de tweede groepswedstrijd met 0-2, van Noord-Ierland. Gareth McAuley kopte de Noord-Ieren in de 49e minuut op 0-1 nadat Oliver Norwood de bal vanuit een vrije trap voor het doel bracht. Niall McGinn maakte in de laatste minuut van de blessuretijd 0-2. Nadat doelman Andrij Pjatov een schot van Stuart Dallas tegenhield, schoot hij de afvallende bal vanaf de rand van het doelgebied binnen. Door dit verlies was Oekraïne op basis van onderlinge resultaten als eerste land op het toernooi uitgeschakeld. Met niets meer om voor te spelen verloor Oekraïne tegen Polen ook haar derde groepsduel: 0-1. De Poolse aanvaller Arkadiusz Milik nam in het begin van de tweede helft een corner van rechts door hem kort naar Bartosz Kapustka te spelen. Nadat hij de bal teruggaf aan Milik, speelde die Jakub Błaszczykowski aan in het strafschopgebied. Hij passeerde doelman Andrij Pjatov met een diagonaal schot. Met drie nederlagen eindigde Oekraïne het toernooi met nul punten op de vierde plaats in de groep.

### Uitrustingen
| Thuis | Uit | Doelman |

### Technische staf
|                 |                         |
| Functie         | Naam                    |
| Bondscoach      | Michajlo Fomenko (foto) |
| Assistent-coach | Volodymyr Onyshchenko   |
| Assistent-coach | Vitaliy Shpanyuk        |
| Assistent-coach | Andrij Sjevtsjenko      |
| Keeperstrainer  | Yuri Syvukha            |

### Selectie en statistieken
| Nr. | Naam                   | Geboortedatum | GW |   |   |   |   |   |   | Club                  | Positie(s) |
| --- | ---------------------- | ------------- | -- | - | - | - | - | - | - | --------------------- | ---------- |
| 1   | Denys Boyko            | 29-01-1988    | 0  | 0 | 0 | 0 | 0 | 0 | 0 | Beşiktaş              | GK         |
| 2   | Bohdan Boetko          | 13-01-1991    | 1  | 0 | 0 | 0 | 0 | 0 | 0 | Amkar Perm            | RB, CB     |
| 3   | Jevhen Chatsjeridi     | 28-07-1987    | 3  | 0 | 0 | 0 | 0 | 0 | 0 | Dynamo Kiev           | CB         |
| 4   | Anatoli Tymosjtsjoek   | 30-03-1979    | 1  | 0 | 0 | 0 | 0 | 1 | 0 | Kairat Almaty         | DM, CB     |
| 5   | Oleksandr Koetsjer     | 22-10-1982    | 1  | 0 | 1 | 0 | 0 | 0 | 0 | Sjachtar Donetsk      | CB         |
| 6   | Taras Stepanenko       | 08-08-1989    | 3  | 0 | 0 | 0 | 0 | 0 | 0 | Sjachtar Donetsk      | DM, CM     |
| 7   | Andriy Yarmolenko      | 23-10-1989    | 3  | 0 | 0 | 0 | 0 | 0 | 0 | Dynamo Kiev           | RW, LW     |
| 8   | Roman Zozoelja         | 17-11-1989    | 3  | 0 | 0 | 0 | 0 | 1 | 2 | Dnipro Dnipropetrovsk | CF, RW     |
| 9   | Viktor Kovalenko       | 14-02-1996    | 3  | 0 | 0 | 0 | 0 | 1 | 2 | Sjachtar Donetsk      | AM, CM     |
| 10  | Jevhen Konopljanka     | 29-09-1989    | 3  | 0 | 1 | 0 | 0 | 0 | 0 | Sevilla               | LW, RW     |
| 11  | Jevhen Seleznjov       | 20-07-1985    | 2  | 0 | 1 | 0 | 0 | 1 | 1 | Koeban Krasnodar      | CF, AM     |
| 12  | Andrij Pjatov          | 28-06-1984    | 3  | 0 | 0 | 0 | 0 | 0 | 0 | Sjachtar Donetsk      | GK         |
| 13  | Vjatsjeslav Sjevtsjoek | 13-05-1979    | 2  | 0 | 0 | 0 | 0 | 0 | 0 | Sjachtar Donetsk      | LB         |
| 14  | Roeslan Rotan          | 29-10-1981    | 1  | 0 | 1 | 0 | 0 | 0 | 0 | Dnipro Dnipropetrovsk | CM, RM     |
| 15  | Pylyp Boedkivskyi      | 10-03-1992    | 0  | 0 | 0 | 0 | 0 | 0 | 0 | Zorja Loehansk        | CF         |
| 16  | Serhiy Sydortsjoek     | 02-05-1991    | 2  | 0 | 1 | 0 | 0 | 0 | 1 | Dynamo Kiev           | CM, DM     |
| 17  | Artem Fedetskyi        | 26-04-1985    | 3  | 0 | 0 | 0 | 0 | 0 | 0 | Dnipro Dnipropetrovsk | RB, CB     |
| 18  | Serhiy Rybalka         | 01-04-1990    | 0  | 0 | 0 | 0 | 0 | 0 | 0 | Dynamo Kiev           | CM, DM     |
| 19  | Denys Harmasj          | 19-04-1990    | 1  | 0 | 0 | 0 | 0 | 1 | 0 | Dynamo Kiev           | CM, AM     |
| 20  | Jaroslav Rakitskiy     | 03-08-1989    | 2  | 0 | 0 | 0 | 0 | 0 | 0 | Sjachtar Donetsk      | CB, LB     |
| 21  | Oleksandr Zintsjenko   | 15-12-1996    | 3  | 0 | 0 | 0 | 0 | 2 | 1 | FK Oefa               | AM, RW, LW |
| 22  | Oleksandr Karavajev    | 02-06-1992    | 0  | 0 | 0 | 0 | 0 | 0 | 0 | Zorja Loehansk        | RW, RB, LW |
| 23  | Mykyta Sjevtsjenko     | 26-01-1993    | 0  | 0 | 0 | 0 | 0 | 0 | 0 | Zorja Loehansk        | GK         |

### Wedstrijden
| Nr. | Land          | GW | W | G | V | DV | DT | DS | Ptn |
| --- | ------------- | -- | - | - | - | -- | -- | -- | --- |
| 1   | Duitsland     | 3  | 2 | 1 | 0 | 3  | 0  | +3 | 7   |
| 2   | Polen         | 3  | 2 | 1 | 0 | 2  | 0  | +2 | 7   |
| 3   | Noord-Ierland | 3  | 1 | 0 | 2 | 2  | 2  | 0  | 3   |
| 4   | Oekraïne      | 3  | 0 | 0 | 3 | 0  | 5  | -5 | 0   |

#### Groepsfase
|                                               |                                  |       |          | |
| 12 juni 2016 «onderlinge duels» 21:00 (UTC+2) | Duitsland                        | 2 – 0 | Oekraïne | Grand Stade Lille Métropole, Villeneuve-d'Ascq Toeschouwers: 43.035 Scheidsrechter: Martin Atkinson (Engeland) |
| 12 juni 2016 «onderlinge duels» 21:00 (UTC+2) | Mustafi 19' Schweinsteiger 90+2' |       |          | Grand Stade Lille Métropole, Villeneuve-d'Ascq Toeschouwers: 43.035 Scheidsrechter: Martin Atkinson (Engeland) |

| Duitsland | Oekraïne |

| Duitsland:     |    |                        |     |
|                |    |                        |     |
| GK             | 1  | Manuel Neuer           |     |
| RB             | 4  | Benedikt Höwedes       |     |
| CB             | 17 | Jérôme Boateng         |     |
| CB             | 2  | Shkodran Mustafi       |     |
| LB             | 3  | Jonas Hector           |     |
| CM             | 6  | Sami Khedira           |     |
| CM             | 18 | Toni Kroos             |     |
| AM             | 8  | Mesut Özil             |     |
| RW             | 13 | Thomas Müller          |     |
| CF             | 19 | Mario Götze            | 90' |
| LW             | 11 | Julian Draxler         | 78' |
| Wisselspelers: |    |                        |     |
| MF             | 9  | André Schürrle         | 78' |
| MF             | 7  | Bastian Schweinsteiger | 90' |
| Coach:         |    |                        |     |
| Joachim Löw    |    |                        |     |

| Oekraïne:        |    |                        |     |
|                  |    |                        |     |
| GK               | 1  | Andrij Pjatov          |     |
| RB               | 17 | Artem Fedetskyi        |     |
| CB               | 3  | Jevhen Chatsjeridi     |     |
| CB               | 20 | Jaroslav Rakitskiy     |     |
| LB               | 13 | Vjatsjeslav Sjevtsjoek |     |
| CM               | 16 | Serhiy Sydortsjoek     |     |
| CM               | 6  | Taras Stepanenko       |     |
| AM               | 9  | Viktor Kovalenko       | 74' |
| RW               | 7  | Andriy Yarmolenko      |     |
| CF               | 8  | Roman Zozoelja         | 66' |
| LW               | 10 | Jevhen Konopljanka     | 68' |
| Wisselspelers:   |    |                        |     |
| FW               | 11 | Jevhen Seleznjov       | 66' |
| MF               | 21 | Oleksandr Zintsjenko   | 74' |
| Coach:           |    |                        |     |
| Michajlo Fomenko |    |                        |     |

Man van de wedstrijd:

 Toni Kroos

|                                               |          |                          |               |                                                                                         |
| 16 juni 2016 «onderlinge duels» 18:00 (UTC+2) | Oekraïne | 0 – 2                    | Noord-Ierland | Stade des Lumières, Lyon Toeschouwers: 51.043 Scheidsrechter: Pavel Královec (Tsjechië) |
| 16 juni 2016 «onderlinge duels» 18:00 (UTC+2) |          | 49' McAuley 90+6' McGinn |               | Stade des Lumières, Lyon Toeschouwers: 51.043 Scheidsrechter: Pavel Královec (Tsjechië) |

| Oekraïne | Noord-Ierland |

| Oekraïne:        |    |                        |         |
|                  |    |                        |         |
| GK               | 1  | Andrij Pjatov          |         |
| RB               | 17 | Artem Fedetskyi        |         |
| CB               | 3  | Jevhen Chatsjeridi     |         |
| CB               | 20 | Jaroslav Rakitskiy     |         |
| LB               | 13 | Vjatsjeslav Sjevtsjoek |         |
| CM               | 16 | Serhiy Sydortsjoek     | 67' 76' |
| CM               | 6  | Taras Stepanenko       |         |
| AM               | 9  | Viktor Kovalenko       | 83'     |
| RW               | 7  | Andriy Yarmolenko      |         |
| CF               | 11 | Jevhen Seleznjov       | 40' 72' |
| LW               | 10 | Jevhen Konopljanka     |         |
| Wisselspelers:   |    |                        |         |
| FW               | 8  | Roman Zozoelja         | 72'     |
| MF               | 19 | Denys Harmasj          | 76'     |
| MF               | 21 | Oleksandr Zintsjenko   | 88'     |
| Coach:           |    |                        |         |
| Michajlo Fomenko |    |                        |         |

| Noord-Ierland:  |    |                  |         |
|                 |    |                  |         |
| GK              | 1  | Michael McGovern |         |
| RB              | 18 | Aaron Hughes     |         |
| CB              | 20 | Craig Cathcart   |         |
| CB              | 4  | Gareth McAuley   |         |
| LB              | 5  | Jonny Evans      | 90+5'   |
| RW              | 19 | Jamie Ward       | 63' 69' |
| CM              | 8  | Steven Davis     |         |
| DM              | 13 | Corry Evans      | 90+3'   |
| CM              | 16 | Oliver Norwood   |         |
| LW              | 14 | Stuart Dallas    | 87'     |
| CF              | 11 | Conor Washington | 84'     |
| Wisselspelers:  |    |                  |         |
| MF              | 7  | Niall McGinn     | 69'     |
| FW              | 21 | Josh Magennis    | 84'     |
| DF              | 17 | Patrick McNair   | 90+3'   |
| Coach:          |    |                  |         |
| Michael O'Neill |    |                  |         |

Man van de wedstrijd:

 Gareth McAuley

|                                               |          |                    |       |                                                                                               |
| 21 juni 2016 «onderlinge duels» 18:00 (UTC+2) | Oekraïne | 0 – 1              | Polen | Stade Vélodrome, Marseille Toeschouwers: 58.874 Scheidsrechter: Svein Oddvar Moen (Noorwegen) |
| 21 juni 2016 «onderlinge duels» 18:00 (UTC+2) |          | 54' Błaszczykowski |       | Stade Vélodrome, Marseille Toeschouwers: 58.874 Scheidsrechter: Svein Oddvar Moen (Noorwegen) |

| Oekraïne | Polen |

| Oekraïne:        |    |                      |       |
|                  |    |                      |       |
| GK               | 1  | Andrij Pjatov        |       |
| RB               | 17 | Artem Fedetskyi      |       |
| CB               | 3  | Jevhen Chatsjeridi   |       |
| CB               | 5  | Oleksandr Koetsjer   | 38'   |
| LB               | 2  | Bohdan Boetko        |       |
| CM               | 6  | Taras Stepanenko     |       |
| CM               | 14 | Roeslan Rotan        | 25'   |
| AM               | 21 | Oleksandr Zintsjenko | 73'   |
| RW               | 7  | Andriy Yarmolenko    |       |
| CF               | 8  | Roman Zozoelja       | 90+2' |
| LW               | 10 | Jevhen Konopljanka   |       |
| Wisselspelers:   |    |                      |       |
| MF               | 9  | Viktor Kovalenko     | 73'   |
| MF               | 4  | Anatoli Tymosjtsjoek | 90+2' |
| Coach:           |    |                      |       |
| Michajlo Fomenko |    |                      |       |

| Polen:         |    |                      |         |
|                |    |                      |         |
| GK             | 22 | Łukasz Fabiański     |         |
| RB             | 4  | Thiago Cionek        |         |
| CB             | 15 | Kamil Glik           |         |
| CB             | 2  | Michał Pazdan        |         |
| LB             | 3  | Artur Jędrzejczyk    |         |
| RW             | 19 | Piotr Zieliński      | 46'     |
| CM             | 10 | Grzegorz Krychowiak  |         |
| CM             | 6  | Tomasz Jodłowiec     |         |
| LW             | 21 | Bartosz Kapustka     | 60' 71' |
| AM             | 7  | Arkadiusz Milik      | 90+3'   |
| CF             | 9  | Robert Lewandowski   |         |
| Wisselspelers: |    |                      |         |
| MF             | 16 | Jakub Błaszczykowski | 46'     |
| MF             | 11 | Kamil Grosicki       | 71'     |
| MF             | 23 | Filip Starzyński     | 90+3'   |
| Coach:         |    |                      |         |
| Adam Nawałka   |    |                      |         |

Man van de wedstrijd:

 Roeslan Rotan
FFOe · A-internationals · Bondscoaches · Statistieken · Oekraïens vrouwenelftal · Olympisch elftal · Oekraïne U21 · Oekraïne U20 · Oekraïne U19 · Oekraïne U18 · Oekraïne U17 · Oekraïne U16
1992 – 1999 · 
2000 – 2009 · 
2010 – 2019 · 
2020 – 2029
EK's: 1992** · 
1996 · 
2000 · 
2004 · 
2008 · 
2012 · 
2016 · 
2020 · 
2024
WK's: 1994 · 
1998 · 
2002 · 
2006 · 
2010 · 
2014 · 
2018 ·
2022
1992 · 
1993 · 
1994 · 
1995 · 
1996 · 
1997 · 
1998 · 
1999 · 
2000 · 
2001 · 
2002 · 
2003 · 
2004 · 
2005 · 
2006 · 
2007 · 
2008 · 
2009 · 
2010 · 
2011 · 
2012 · 
2013 · 
2014 · 
2015 ·
2016 ·
2017 ·
2018 ·
2019 ·
2020 ·
2021
Albanië ·
Andorra ·
Armenië ·
Azerbeidzjan ·
Bahrein ·
België ·
Bosnië en Herzegovina ·
Brazilië ·
Bulgarije ·
Canada ·
Chili ·
Costa Rica ·
Cyprus ·
Denemarken ·
Duitsland ·
Engeland ·
Estland ·
Faeröer ·
Finland · 
Frankrijk ·
Georgië ·
Griekenland ·
Hongarije ·
Ierland ·
IJsland ·
Iran ·
Israël ·
Italië ·
Japan ·
Joegoslavië ·
Kameroen · 
Kazachstan ·
Kosovo ·
Kroatië ·
Letland ·
Libië ·
Litouwen ·
Luxemburg ·
Malta ·
Marokko ·
Mexico ·
Moldavië ·
Montenegro ·
Nederland ·
Niger ·
Nigeria ·
Noord-Ierland ·
Noord-Macedonië ·
Noorwegen ·
Oezbekistan ·
Oostenrijk ·
Polen ·
Portugal ·
Roemenië ·
Rusland ·
San Marino ·
Saoedi-Arabië ·
Schotland ·
Servië ·
Servië en Montenegro ·
Slovenië ·
Slowakije ·
Spanje ·
Tsjechië ·
Tunesië ·
Turkije ·
Uruguay ·
Verenigde Arabische Emiraten ·
Verenigde Staten ·
Wales ·
Wit-Rusland ·
Zuid-Korea ·
Zweden ·
Zwitserland
Duitsland (2016) ·
Engeland (2012) · 
Engeland (2021) ·
Frankrijk (2012) · 
Italië (2006) · 
Nederland (2021) · 
Noord-Ierland (2016) · 
Noord-Macedonië (2021) · 
Oostenrijk (2021) · 
Saoedi-Arabië (2006) ·
Spanje (2006) ·
Tunesië (2006) ·
Zweden (2012) · 
Zweden (2021) · 
Zwitserland (2006)
** = Onder de naam Gemenebest van Onafhankelijke Staten